# باباامان (گردشگاه)
گردشگاه باباامان در کیلومتر ۱۰ جادهٔ بجنورد - مشهد واقع شده است و یکی از قدیمی‌ترین پارک‌های گردشگری در ایران می‌باشد.

## وجه تسمیه نامگذاری(امامزاده)
ناصرالدین شاه در سفرنامه دوم خود به خراسان چنین می‌نویسد که در روزگار گذشته، امامزاده‌ای به ده بابا امان رفته بود. اهالی آن روستا قصد داشتند امامزاده را بکشند؛ اما امامزاده از دست آنان فرار کرد و خود را به پیرمردی رساند و به دامان او پناه برد. امامزاده به پیرمرد چنین گفته بود «بابا امان!» منتها آن پیرمرد سنگدل سر آن امامزاده را از بدن جدا می‌کند. از آن پس، به این روستا بابا امان گفته می‌شود. امروزه بقعه ی این امامزاده در بالای یکی از تپه‌های گردشگاه بابا امان قرار دارد. نام وی شاهزاده اسماعیل است و یکی از فرزندان منسوب به امام موسی کاظم (ع) است.

## تفرجگاه باباامان
تفرجگاه باباامان، هتل، نانوایی، رستوران و بوفه، جای پارک، نمایشگاه‌های فصلی، مجتمع اقامتی، باشگاه پینت‌بال، مسجد و سینمای شش‌بعدی دارد.

### چشمه‌باباامان
چشمه‌هایی در مرکز و اطراف تفرجگاه میجوشند. یکی از چشمه‌های این تفرجگاه، چشمه بابا امان نام دارد که از نوع آبهای معدنی محسوب می‌شود و ۳۰۰ الی ۴۰۰ لیتر در ثانیه دبی دارد. اب این چشمه  از چهار نقطه درون تپه‌ای می‌جوشد و به درون استخرهایی می‌ریزد که با اختلاف سطح ساخته شده‌است.آب این چشمه‌ها جزو دسته آب‌های سولفاته کلسیک و سدیک هست و مصرف آن صفرا آور، ملین و تسهیل‌کننده اعمال گوارشی و دافع سموم است.

## پارک جنگلیومنطقه حفاظت شدهپردیسان
در بخش غربی بابا امان، حیات وحشی به اسم پردیسان و به مساحت 350 هکتار وجود دارد. در پارک پردیسان حیواناتی نظیر گوزن زرد،گوسفند وحشی اوریال ،قوچ کوهی و آهو در حال تکثیر هستند. می‌توانید به فضای اختصاصی حیات وحش بروید و از نزدیک این حیوانات را تماشا کنید.
پوشش گیاهی این پارک ۲۵۰ هکتار را از آن خود کرده است.  
تفرجگاه بابا امان با داشتن پارک جنگلی که در حدود ۴۰۰ هزار اصله درخت دارد از خاطره‌انگیزترین و تماشایی‌ترین نقاط طبیعی محسوب می‌شود. وقتی در گردشگاه بابا امان قدم‌ می‌زنید، از دیدن تنوع درختانی همچون اقاقیا، چنار، زالزالک، بید، کنارک و زردآلو حیرت‌زده می‌شوید. درختان آن بعضاً قدمتی ۴۰۰ساله دارند.